# Oinone (Nymphe)

Paris und Oinone, Pieter Lastman, 1619

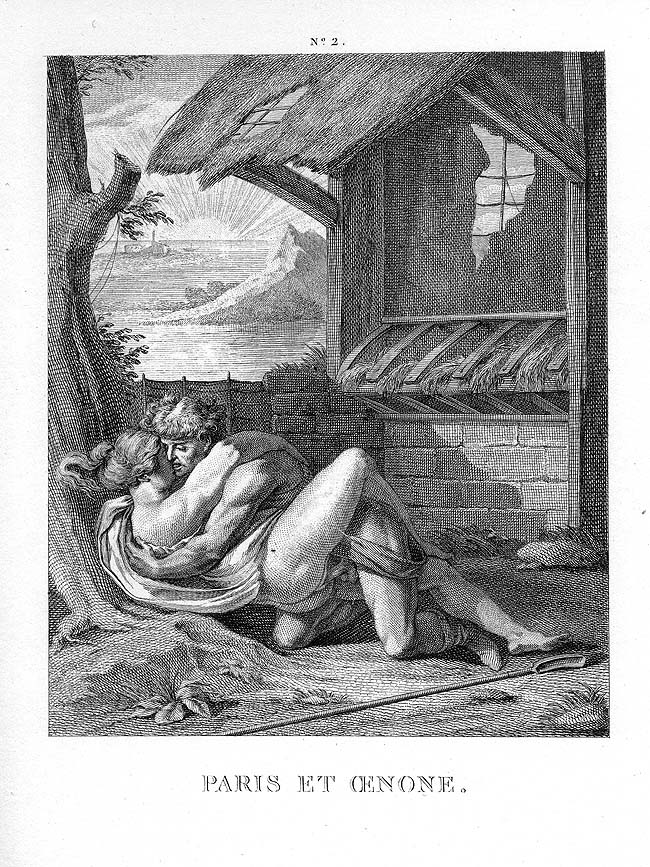
Paris und Oinone, Kupferstich von Jacques Joseph Coiny nach Agostino Carracci, 1798

Oinone, auch Oenone, Önone (altgriechisch Οἰνώνη Oinṓnē) war in der griechischen Mythologie eine Bergnymphe, die den Hirten Paris heiratete, der sich später als königlich trojanischer Prinz entpuppte und sie Helenas wegen verstieß.
Ihr Vater war der Flussgott Kebren. Paris, den seine Mutter Hekabe auf dem Berg Ida hatte aussetzen lassen, weil sie vor seiner Geburt geträumt hatte, er werde die Stadt in Brand setzen, verliebte sich in Oinone, und sie lebten als Hirt und Hirtin zusammen in der rauen phrygischen Bergwelt. Oinone gebar Paris einen Sohn, Korythos. Nachdem der Prinz, der noch immer glaubte, er sei ein einfacher Hirt, sich im Parisurteil für Aphrodite entschieden und dafür Helena als Lohn verdient hatte, nahm er in Troja an seinen eigenen Leichenspielen teil, wurde als der für tot gehaltene Prinz erkannt und wieder in die trojanische Königsfamilie aufgenommen. Er schlug die Warnungen Oinones in den Wind, fuhr nach Sparta, entführte Helena und wollte von seiner ersten Frau nichts mehr wissen. Verletzt und verlassen, lebte Oinone zwanzig Jahre allein auf dem Ida. Zu ihrem Kummer verliebte sich auch der herangewachsene Korythos in die Griechin Helena; Paris erkannte seinen Sohn nicht und erschlug ihn aus Eifersucht.
Als Paris im Trojanischen Krieg, den er mit dem Raub Helenas heraufbeschworen hatte, von dem griechischen Bogenschützen Philoktetes mit einem vergifteten Heraklespfeil schwer verwundet worden war, ließ er sich auf den Ida zu Oinone tragen und flehte sie an, ihn zu retten, da sie als Heilerin bekannt war und ein Gegengift besaß. Sie versagte ihm jedoch die Hilfe, weil sie ihm nicht verzeihen konnte, dass er sie damals verlassen hatte. Paris ließ sich nach Troja zurückbringen. Da bereute Oinone, dass sie so hart gewesen war, und eilte ihm mit dem Heilmittel nach. Aber Paris war bereits qualvoll gestorben. Sie ließ ihm einen Scheiterhaufen schichten und sprang, als er brannte, zu dem geliebten Toten ins Feuer.
Oinone verkörpert die verlassene Frau. In der Malerei wird bevorzugt das bukolische Idyll mit Paris dargestellt, bevor er seine wahre Identität erfuhr.

## Rezeption in der Literatur
- Josef Viktor Widmann: Oenone. Trauerspiel in fünf Aufzügen. Erste Fassung Zürich 1879, letzte Fassung Frauenfeld 1911.
- Laurence Binyon: Paris and Œnone. A Tragedy in One Act. 1906. (Digitalisat im Internet Archive)